# Harry Lundahl
Harry Lundahl (Helsingborg, 1905. október 16. – 1988. március 2.) svéd válogatott labdarúgó, edző.
A svéd válogatott tagjaként részt vett az 1934-es világbajnokságon.

## Sikerei, díjai
Egyéni
A svéd bajnokság gólkirálya (2): 1928–29, 1929–30